# Acta Botanica Malacitana
Acta Botanica Malacitana (abreviado Acta Bot. Malac.) es una revista con ilustraciones y descripciones botánicas que es editada en Málaga desde el año 1975.
La editora actual es Marta Recio Criado de la Universidad de Málaga.